# Горнер, Иоганн Каспар
Иоганн Каспар Горнер (нем. Johann Caspar Horner; 1774—1834) — швейцарский астроном.
Собирался стать священником, но позже в Геттингенском университете стал изучать астрономию.
Участвовал в Первой русской кругосветной экспедиции на корабле «Надежда» в 1803—1806 годах, выполнял астрономические, картографические и гидрометеорологические работы. Затем в течение двух лет занимался обработкой наблюдений. Работы «О колебании барометра между тропиками», «Степень теплоты морской воды в разных глубинах» и «Удельная тяжесть морской воды» вошли в третий том изданного И. Ф. Крузенштерном отчета о плавании.
В 1805 году вместе с Г. И. Лангсдорфом с научной целью посетил Японию. Там он впервые продемонстрировал японцам полёт монгольфьера, сделанного из васи.
Адъюнкт по астрономии (1806—1808) и иностранный член-корреспондент Петербургской академии наук c 21.09.1808. Разработал метод приближённого решения алгебраических уравнений высоких степеней, который изложил в «Abhandlungen über die Curven zweiten Grades», 1820 и в «Fünf regelmäßigen Körper», 1831.

## Память
В честь И. К. Горнера назван мыс Горнера на Сахалине (Сахалинский залив, название мысу присвоено в 1805 году И. Ф. Крузенштерном).